# 오로라 작전
오로라 작전(Operation Aurora)은 중국 베이징에 본사를 둔 엘더우드 그룹(Elderwood Group)과 같은 인민해방군(People's Liberation Army)과 연계된 지능형 지속 위협에 의해 수행된 일련의 사이버 공격이었다. 2010년 1월 12일 구글이 블로그 게시물을 통해 처음 공개한 이 공격은 2009년 중반에 시작되어 2009년 12월까지 계속되었다.
이 공격은 어도비 시스템즈, 아카미 테크놀로지스, 주피터 네트웍스, 랙스페이스가 표적이 되었음을 공개적으로 확인한 수십 개의 다른 조직을 겨냥했다. 언론 보도에 따르면 야후, 시맨텍, 노스롭 그루먼, 모건 스탠리, 다우 체미컬도 표적이 되었다.
공격 결과 구글은 블로그를 통해 중국에서 검색 엔진의 완전 무검열 버전을 운영할 계획이라고 밝히고 만약 가능하지 않다면 중국을 떠날 수도 있음을 인정했다. 중국 사무소를 폐쇄한다. 중국의 공식 소식통은 이것이 미국 정부가 개발한 전략의 일부라고 주장했다.
맥아피에 따르면 이 공격의 주요 목표는 이러한 하이테크, 보안 및 방위 계약업체의 소스 코드 리포지토리에 접근하고 잠재적으로 소스 코드 저장소를 수정하는 것이었다. "[SCM]은 활짝 열려 있었다."라고 앨퍼로비치(Alperovitch)는 다음과 같이 말한다. "아무도 그것들을 보호하는 것에 대해 생각한 적이 없지만, 이것들은 여러 면에서 이러한 회사들 대부분의 핵심이었다. 이들이 가지고 있고 보호하는 데 많은 시간과 노력을 들일 수 있는 금융 또는 개인 식별 데이터보다 훨씬 더 가치가 있다."

## 같이 보기
- 사이버 전쟁
- 산업 스파이
- 훙커